# Virihaure
Virihaure (Virihávrre en same de Lule) est le plus grand lac du parc national de Padjelanta, dans le comté de Norrbotten, en Laponie suédoise. Il est situé dans les Alpes scandinaves, dans une sorte de haute plaine avec quelques sommets peu élevés. Le lac couvre une superficie de 108 km2, a une altitude de 579 m et une profondeur maximale de 134 m, ce qui en fait le cinquième lac le plus profond de Suède. Il est alimenté par plusieurs rivières provenant des montagnes voisines, les principales étant Stalojåkkå (principale source du fleuve Luleälven) en provenance du Sulitelma, Miellätno en provenance des montagnes de Sarek et Tukijåkkå prenant sa source dans le glacier Blåmannsisen. L'eau du lac en sort au nord et forme une courte rivière d'environ 3 km, chutant au passage de 32 m pour rejoindre le deuxième grand lac de Padjelanta : Vastenjaure. Le lac est parfois qualifié de plus beau lac de Suède.

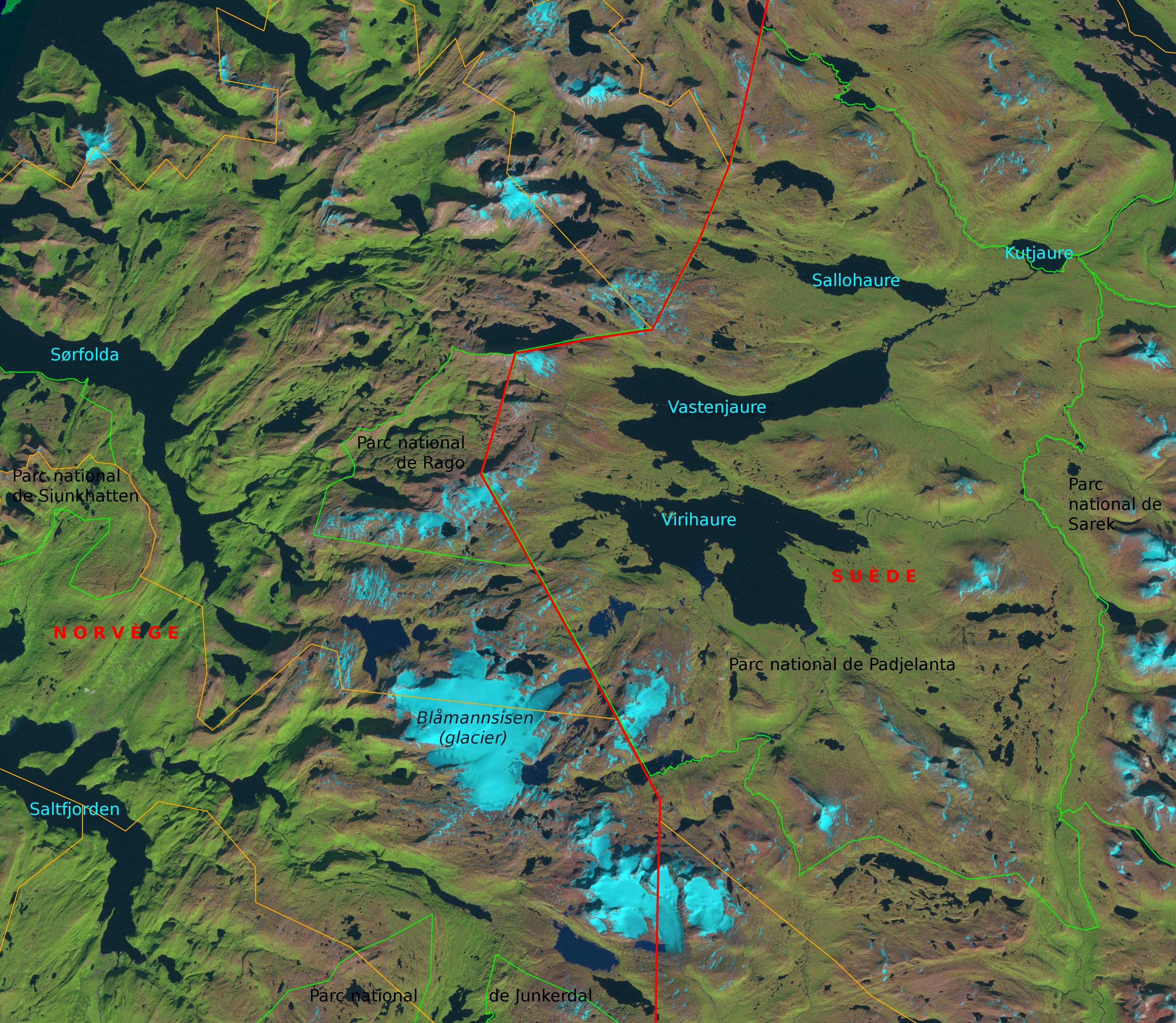
Localisation du Virihaure, dans le parc national de Padjelanta.